# Duro (moneta)

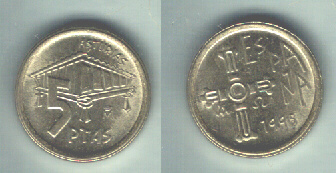
Duro del 1998, con motivi commemorativi asturiani.

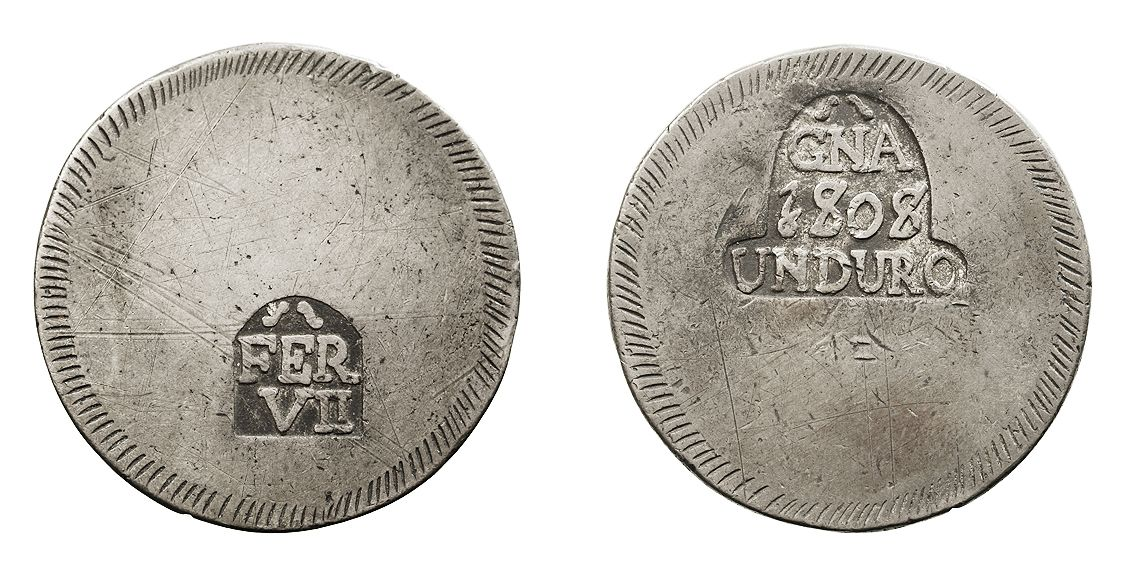
Duro coniato in Gerona nel 1808, unica moneta con valore facciale di "un duro".

Duro è il nome informale affibbiato alla moneta spagnola di cinque peseta. Anche alcuni multipli dei cinque peseta erano denominati in "duro", essendo divenuto assai comune dire: 5 duros (25 peseta) e 20 duros (100 peseta).

## Storia
Il nome proviene dall'antica moneta chiamata "peso forte" o "peso duro", di 20 real, anche se esisteva il peso di 10 real o peso solamente. Il duro era quel che si chiama una moneta di conto, cioè che non esisteva come tale, ma manteneva un rapporto con la moneta fisica, la peseta. L'unico conio di moneta con il valore facciale di un duro ebbe luogo a Gerona nel 1808, durante la guerra d'indipendenza spagnola.
Oggi rimane in Spagna il detto popolare:
(Modo di dire spagnolo)

## Duro di Siviglia
A causa del calo del prezzo dell'argento dovuto all'importazione di grandi quantità di questo metallo dagli Stati Uniti, risultò che il valore intrinseco della moneta d'argento in circolazione era diventato inferiore al suo valore facciale.
Per questo, comparvero numerosi conii irregolari, realizzati al di fuori del Banco di Spagna. I più celebri furono quelli delle monete denominate "duri sivigliani", duri falsi realizzati con una lega di argento di uguale o a volte maggior valore della lega del corso legale, però il cui conio avveniva al di fuori della legge. Alcuni avevano la "F" di Alfonso troppo corta e 22 righe al posto delle 21 ufficiali, dentro lo scudo dei gigli del verso.
I "duri sivigliani" furono tanto famosi che giunsero a essere sinonimo di falsità. 
Esiste l'espressione:
«Essere più falso di un duro sivigliano»

## Duro messicano
Anticamente si chiamava "peso duro" o semplicemente "duro" la moneta del real da otto o suo equivalente in valuta cartacea.